# Franz Wagner
Franz Wagner (23 de setembro de 1911 - 8 de dezembro de 1974) foi um futebolista austríaco que competiu pela Seleção Alemã de Futebol na Copa do Mundo FIFA de 1938.